# Palisse
 Palisse  (en occitano Palhissa) es una comuna y población de Francia, en la región de Lemosín, departamento de Corrèze, en el distrito de Ussel y cantón de Neuvic.
Su población en el censo de 2008 era de 231 habitantes.
Está integrada en la Communauté de communes des Gorges de la haute Dordogne.

## Demografía
| 244 | 293 | 277 | 260 | 256 | 226 | 231 |
| Para los censos de 1962 a 1999 la población legal corresponde a la población sin duplicidades (Fuente: INSEE [Consultar]) |     |     |     |     |     |     |